# مارغريت ماكدونالد
مارغريت ماكدونالد هي ممرضة كندية، ولدت في 26 فبراير 1873 في Bailey Brook, Nova Scotia ‏ في كندا، وتوفيت في 7 سبتمبر 1948.